# Amazon Appstore
Der Amazon Appstore ist ein von Amazon bis zum 20. August 2025 betriebener App Store für Android-Apps als Alternative bzw. Ergänzung zum Google Play Store dar. Anwendungen werden danach nicht mehr verfügbar sein, weder für den Download neuer Apps als auch für Updates. Start in den USA war der 22. März 2011, in Europa der 30. August 2012.
Amazon prüft jede Anwendung, bevor sie in den Appstore aufgenommen wird. In Amazons Tablet Kindle Fire ist der Appstore fest integriert. Amazon warb damit, dass jeden Tag eine kostenpflichtige App gratis erhältlich ist. Dies wurde jedoch mit der Einführung von Amazon Underground eingestellt, bei der man hunderte eigentlich kostenpflichtige Apps kostenlos herunterladen kann.